# John Novak
John Novak, conosciuto anche con il nome di John Novack (Caracas, 9 settembre 1955), è un attore e doppiatore venezuelano naturalizzato canadese.

## Carriera
John Novak è conosciuto soprattutto, almeno in Canada, per gli spot pubblicitari della Kokanee beer dove lui recita la parte del guardia parco che tenta in continuazione di impedire al Bigfoot Kokanee di rubare la birra.
John Novak spesso lavora come doppiatore di cartoni animati per la Ocean Productions che ha la sede a Vancouver in Canada.
Egli ha anche ha avuto un ruolo da protagonista nei film Wishmaster 3 - La pietra del diavolo e Wishmaster 4 - La Profezia Maledetta sostituendo Andrew Divoff interpretando il personaggio Djinn.
Novak è apparso due volte nella serie I viaggiatori dove era l'avvocato filibustiere Ross J. Kelly e in tante altre serie famose come Smallville e Stargate SG-1 o film come Doctor Who.
Tra i suoi ruoli come doppiatore sono da citare l'Intelligenza Suprema ne I Fantastici Quattro, Uzumi Nara Athha in Mobile Suit Gundam SEED e Bolivar Trask in X-Men: Evolution

## Filmografia

### Attore

#### Cortometraggi
- G.I. Joe: Ninja Battles (voce) (2004)

#### Film
- Andromeda galassia perduta, regia di Rintaro (1981)
- La maledizione di Janice (The Blue Man), regia di George Mihalka (1985)
- Straight Line, regia di George Mihalka (1990)
- Vento di passioni (Legends of the Fall) - John Novack, regia di Edward Zwick (1994)
- True Heart, regia di Catherine Cyran (1997)
- The Ex, regia di Mark L. Lester (1997)
- L.A.P.D. Linea spezzata, regia di Ed Anders (2001)
- Irish Eyes - Vendetta di sangue (2004)
- Rogue - Il solitario (War), regia di Philip G. Atwell (2007)
- The Movie Out Here, regia di David Hicks (2012)

#### Film TV
- As You Like It (1983)
- C.A.T. Squad (1986)
- La rivincita dell'incredibile Hulk (The Incredible Hulk Returns) (1988)
- Processo all'incredibile Hulk (The Trial of the Incredible Hulk) (1989)
- La morte dell'incredibile Hulk (The Death of the Incredible Hulk) (1990)
- Sì, Virginia, Babbo Natale esiste (Yes, Virginia, There Is a Santa Claus), regia di Charles Jarrott - film TV (1991)
- Diagnosis of Murder  (1992)
- La nave fantasma (1993)
- Born to Run (1993)
- Moment of Truth: A Child Too Many (1993)
- Frostfire (1994)
- Brothers' Destiny (1995)
- Volo 174: caduta libera (1995)
- Il coraggio di Nancy (1995)
- Doctor Who (1996)
- Trappola al centro della Terra (1996)
- Dog's Best Friend (1997)
- Volcano: Fire on the Mountain (1997)
- Il richiamo della foresta (1997)
- Glory & Honor (1998)
- Progetto criminale (Nobody Lives Forever), regia di Paul Wendkos (1998)
- Fuori dal tempo (2000)
- Il fantasma del Megaplex (Phantom of the Megaplex), regia di Blair Treu – film TV (2000)
- Matthew Blackheart: Monster Smasher (2002)
- Faultline (2004)
- Mamma all'improvviso (2005)
- The Secrets of Comfort House (2006)
- Last Chance Cafe (2006)
- Robin Hood - Il segreto della foresta di Sherwood (Beyond Sherwood Forest) (2009)

#### Serie TV
- I viaggiatori delle tenebre (The Hitchhiker) (1 episodio) (1985)
- Santa Barbara (1 episodio) (1985)
- Spearfield's Daughter (episodi sconosciuti) (1986)
- 21 Jump Street; conosciuta anche come: I quattro della scuola di Polizia (21 Jump Street) (2 episodi) (1987-1989)
- Oltre la legge - L'informatore (Wiseguy) (2 episodi) (1988-1989)
- MacGyver (3 episodi) (1988-1989)
- La guerra dei mondi (War of the Worlds) (1 episodio) (1989)
- Alfred Hitchcock presenta (Alfred Hitchcock Presents) (1 episodio) (1989)
- Ai confini della realtà (The Twilight Zone) (1 episodio) (1989)
- Booker (2 episodi) (1989-1990)
- Video Power (episodi sconosciuti) (voce) (1990)
- G.I. Joe: A Real American Hero (19 episodi) (voce) (1990-1991)
- Denei shoujo Ai (episodi sconosciuti) (voce) (1992)
- Street Justice (2 episodi) (1992)
- Il commissario Scali (The Commish) (3 episodi) (1992-1995)
- Highlander Highlander: The Series (3 episodi) ruolo: John Novack (1992-1996)
- Sweating Bullets (1 episodio) (1993)
- Cobra Investigazioni (Cobra) (1 episodio) (1993)
- L'ultimo dei Mohicani (1 episodio) (1994)
- M.A.N.T.I.S. (1 episodio) (1994)
- University Hospital (1 episodio) (1995)
- Marshal (The Marshal) (1 episodio) (1995)
- Colomba solitaria (1 episodio) (1995)
- I viaggiatori (Sliders) (2 episodi) (1995-1996)
- Oltre i limiti (Outers Limts) (4 episodi) (1995-1999)
- Kung Fu: la leggenda continua (Kung Fu: The Legend Continues) (1 episodio) (1996)
- Maledetta fortuna (Strange Luck) (1 episodio) (1996)
- Poltergeist (Poltergeist: The Legacy) (3 episodi) (1996-1997)
- Nata libera (Born Free) (25 episodi) (1998)
- Dead Man's Gun (1 episodio) (1998)
- First Wave (2 episodi) (1998-1999)
- Crusade (1 episodio) (1999)
- Relic Hunter – serie TV, episodi 2x09-2x10 (2000)
- UC: Undercover (1 episodio) (2001)
- X-Men: Evolution (2 episodi) (voce) (2002)
- Kidô senshi Gundam Seed (50 episodi) (voce) (2002-2003)
- Stargate SG-1 (2 episodi) (2003-2004)
- Into the West (1 episodio) (2005)
- Smallville (2 episodi) (2005-2006)
- The Collector (1 episodio) (2006)
- I Fantastici Quattro (1 episodio) (voce) (2006)
- Flash Gordon 1 episodio (2007)
- jPod (1 episodio) (2008)
- Sanctuary (1 episodio) (2011)
- Supernatural (1 episodio) (2013)

#### Video
- Key the Metal Idol (voce) (1996)
- Darkman III - Darkman morirai (Darkman III: Die Darkman Die) (1996)
- Wishmaster 3 - La pietra del diavolo (Wishmaster 3: Beyond the Gates of Hell) (2001)
- Wishmaster 4 - La profezia maledetta (2002)
- Il dottor Dolittle 3 (Dr. Dolittle 3) (2006)
- The Condor (voce) (2007)
- BloodRayne 2 (2007)
- Thor: Tales of Asgard (voce) (2011)

## Videogiochi
- Kidou Senshi Gundam: Meguriai Sora (voce) (2003)
- Warhammer 40.000: Dawn of War - Dark Crusade (voce) (2006)

## Doppiatori italiani
Nelle versioni in italiano delle opere in cui ha recitato, John Novak è stato doppiato da:
- Massimo Lodolo in Stargate SG-1
- Gaetano Lizzio in Smallville (ep. 4x13)
- Nino Prester in Smallville (ep. 6x09)
- Fabrizio Pucci in Supernatural